# Nim Chimpsky
Nim Chimpsky (19. november 1973 – 10. marts 2000) var en chimpanse, der var genstand for en udvidet undersøgelse af dyrs sprogerhvervelse (kodenavn 6,001) ved Columbia University, ledet af Herbert S. Terrace. Chimpsky fik sit navn som et ordspil på Noam Chomsky , den førende teoretiker inden for menneskelig sprogstruktur og generativ grammatik på det tidspunkt, der fastslog, at mennesket var "lavet" til at udvikle sproget. 